# Marc Steen

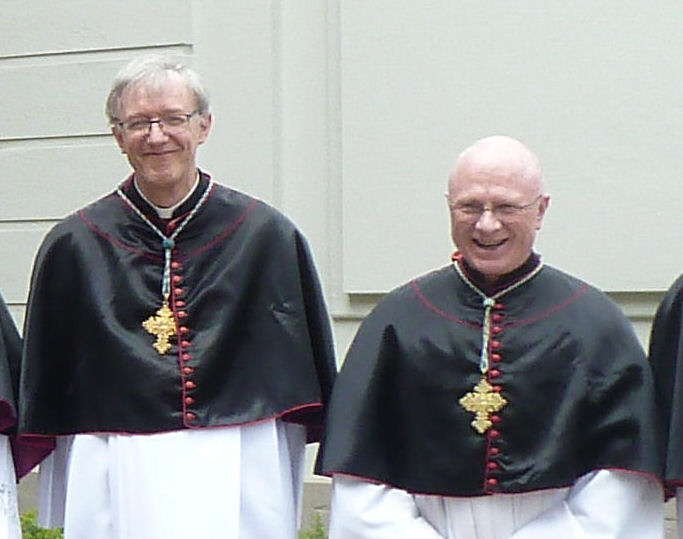
Marc Steen (links) in 2019

Marc Steen (Roeselare, 1959) is een Belgisch kanunnik van het bisdom Brugge en docent aan de Katholieke Universiteit Leuven.

## Levensloop
Marc Steen volgde Latijns-Griekse humaniora aan het Klein Seminarie in zijn geboortestad Roeselare. In 1984 werd hij tot priester van het bisdom Brugge gewijd. Hij behaalde de diploma's van licentiaat in de wijsbegeerte en doctor in de theologie aan de Katholieke Universiteit Leuven.
Van 1985 tot 1990 was Steen directeur van het Leo XIII-seminarie in Leuven. Vervolgens was hij van 1991 tot 1999 docent aan het Grootseminarie van Brugge, waar hij tevens professor en directeur van de afdeling Theologie was. Van 1999 tot 2006 was hij pastoor van de Universitaire Parochie in Leuven. Sinds 2000 is hij professor pastoraaltheologie aan de faculteit Theologie en Religiewetenschappen van de KU Leuven.
In 2006 werd Steen vormingsverantwoordelijke en docent aan het Johannes XXIII-seminarie in Leuven. In 2008 werd hij president van dit seminarie in opvolging van kanunnik Etienne Heyse.
In juni 2016 volgde hij Paul Schotsmans op als president van het Heilige Geestcollege in Leuven, een studentenresidentie voor jongensstudenten van de KU Leuven. Als president van het Johannes XXIII-seminarie werd hij door kanunnik Kristof Struys opgevolgd. In september 2017 werd hij ook president van het Leo XIII-seminarie, een katholieke studentenresidentie in Leuven.
In juni 2018 werd Steen bisschoppelijk gedelegeerde voor de parochiepastoraal in het bisdom Brugge. Gabriël Quicke volgde hem op als president van het Heilige Geestcollege en het Leo XIII-seminarie. In januari 2020 werd hij tevens tot vicaris-generaal van het bisdom Brugge benoemd.